# 2-メチルコハク酸
2-メチルコハク酸（英：2-Methylsuccinic acid）は、構造式HO2CCH(CH3)CH2CO2Hの有機化合物である。白色固体で、最も単純なキラルジカルボン酸である。都市のエアロゾルの成分に含まれている 。2-メチルコハク酸の塩は2-メチルコハク酸塩、エステルは2-メチルコハク酸エステルと呼ばれる。

## 生成
ラネー合金上でのイタコン酸の部分的な水素化によって生成できる 。もしくはクロトン酸エチルをhydrocyanationすると中間体が得られ、エステルとニトリル置換基の加水分解後に2-メチルコハク酸に転化する。